# (34616) 2000 UO38
2000 UO38 (asteroide 34616) é um asteroide da cintura principal. Possui uma excentricidade de 0.13168220 e uma inclinação de 3.70281º.
Este asteroide foi descoberto no dia 24 de outubro de 2000 por LINEAR em Socorro.